# Asiatisk dværgodder
Den asiatiske dværgodder (Amblonyx cinereus tidl. Aonyx cinerea) er et medlem af mårfamilien. Den bliver 45-61 cm lang og vejer 1-5 kg. Den er dermed den mindste odderart. Hunodderen får gennemsnitlig 2 unger pr. kuld, men kan få fra 1 til 6.